# Emma Wiehe
Emma Wiehe, född Albrecht 30 juni 1864 i Köpenhamn, död 5 maj 1949, var en dansk skådespelare. Hon var gift med skådespelaren Jacques Wiehe.
Wiehe scendebuterade 1882 på Casino i Köpenhamn. Hon drog sig bort från scenen i slutet av 1930-talet. Filmdebuten kom 1911 och hon medverkade i filmer fram till 1932.

## Filmografi i urval
- 1911 – Den farlige leg
- 1913 – I tronens skygge
- 1921 – Blade af Satans bog
- 1932 – Paustians Uhr